# Wastella
Wastella è una città fantasma nel nord-ovest della contea di Nolan, Texas, Stati Uniti. Wastella si trova all'incrocio tra la U.S. Highway 84 e la Farm to Market Road nel 1982, circa 8 miglia (13 km) a nord-ovest di Roscoe. Si trova all'interno della regione fisiografica conosciuta come Rolling Plains a sud-est delle alte pianure del Llano Estacado.